# Boris Šprem

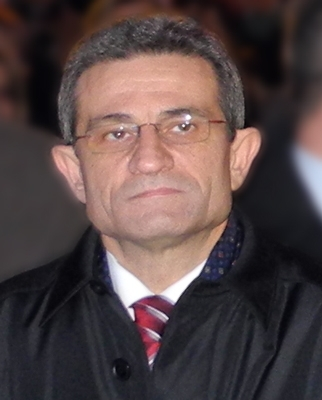
Boris Šprem en 2012.

Boris Šprem (14 de abril de 1956 - 30 de septiembre de 2012) fue un político croata quien se desempeñó como Presidente del Parlamento de Croacia desde 2011 hasta 2012.

## Primeros años y educación
Šprem nació en Koprivnica, FPR Yugoslavia el 14 de abril de 1956. Estudió Derecho en la Universidad de Zagreb.

## Carrera política
Šprem sirvió como jefe de personal de la Oficina del Presidente de la República desde 2005 hasta 2007, durante el segundo mandato de Stjepan Mesić, y él era el Presidente del Parlamento de Croacia desde 2011 hasta 2012. Šprem también se desempeñó como presidente del consejo de la ciudad de Zagreb, y fue miembro del parlamento del Partido Socialdemócrata (SPD). Su mandato como presidente comenzó el 22 de diciembre de 2011 después de que su SPD ganó las elecciones generales de 2011.

## Muerte
Šprem fue diagnosticado de cáncer en el 2010. En junio de 2012, Šprem se sometió a una cirugía en el Centro Clínico Zagreb debido a la recurrencia de las lesiones de mieloma múltiple. Se fue a Houston para continuar el tratamiento, el 23 de agosto de 2012.
Murió el 30 de septiembre de 2012 en el MD Anderson Cancer Center en Houston, Texas, EE. UU., donde había sido sometido a tratamiento para el mieloma múltiple. Él es el primer Presidente del Parlamento de Croacia en morir mientras ocupaba el cargo. Le sucedió en calidad de interino por su adjunto Josip Leko, que había estado actuando de portavoz desde que Šprem fue a los EE. UU. en 2012.